# Удмуртський державний театр фольклорної пісні «Айкай»
«Айка́й» — удмуртський державний (з 1993) театр фольклорної пісні. Складається з 16 осіб, в тому числі в хорі — 11 осіб, в інструментальній групі — 5 осіб (виконавці на баяні, гармоні, балалайках та домрах).

Ансамбль «Айкай»

Театр був заснований в 1990 році при СК Удмуртської Республіки. Першим художнім керівником був Н. А. Широких, з 1994 року — Є. Г. Серебренніков. Колектив відтворює старовинний російський та удмуртський пісенний фольклор: обряд, пісні Удмуртії та удмуртських поселень за межами республіки, фрагменти календарних та родинних обрядів (з пантомімою, розмовними діалогами, танцювальною пластикою). В репертуарі театру: пісні балтасинських удмуртів, цип'їнські танці, весняні великодні ігри, обряд «Полювання на ведмедя», гра на горі Айкай, фрагмент удмуртського весілля та інше.
Театр має творчі відносини із шведським ансамблем танцю і музики «Філопрос», угорським ансамблем народного танцю «Альба Регія». Проводить гастролі за кордоном: Монголія (1991), Швеція (1993, 1994), Угорщина (1994, 1995, 1996), Італія (1995), Швейцарія (1995), Фінляндія (1997).